# Julie McNiven
Julie McNiven (Amherst, Massachusetts, 1980. október 11. –) amerikai színésznő.

## Élete és pályafutása
A Massachusetts állambeli Amherstben született és nőtt fel, ahol trapéz művészetet tanult. Egészen korán érdeklődni kezdett a színjátszás iránt és New  England-ben, a Six Flagsben tinédzserként kezdte el színészi pályafutását. A Salemi Főiskolán tanult tovább, ahol BFA-fokozatú diplomát szerzett  2003-ban.
Néhány nyári előadás után a Berkshires-ben Lindsay Lohan dublőrét játszhatta a Chapter 27-ben. Pályája kezdeti szakaszában 1997-ben szerepelt az Old Man Dogsban, ami azonban még korántsem hozta meg neki a sikert. Ezután egy hosszabb szünet következett, majd 2005-ben két filmben is szerepet kapott. Ezt követte 2006-ban a Waterfront című sorozatban Tiffany szerepe, valamint a Law & Orderben is szerepelt. 2007–2008 során a Mad Men - Reklámőrültek című sorozatban játszott. Az igazi áttörést 2008-ban az Odaát című sorozatban kapott szerepe jelentette.

## Filmjei
- Failing Better Now (2008) .... Anna
- Odaát .... Anna Milton / ... (6 rész, 2008-2010)
- Stargate Universe... Ginn(2010-2011)
- The Cave Movie  (2009) .... Julie
- Reklámőrültek .... Hildy (15 rész, 2007-2008)
- Bluff Point  (2008) .... Lány
- New Amsterdam .... Modell (1 epizód, 2008)
- Machine Child  (2007)
- Vértestvérek.... (3 epizód, 2006-2007)
- Across the Universe  (2007)
- Go Go Tales  (2007) .... Madison
- Esküdt ellenségek: Bűnös szándék .... Suzie Waller (1 epizód, 2006)
- Doses of Roger  (2006) .... Anna
- Esküvő, rock, haverok (2006)
- Waterfront .... Tiffany (1 epizód)
- Carlito útja: A felemelkedés (2005) (V) .... Carlito táncpartnere
- Dangerous Crosswinds (2005) .... Sue Barrett
- The Gypsy Years (2000) .... Titkárnő
- Old Man Dogs (1997)  .... Szellem